# Ulster Trophy 1950
Ulster Trophy 1950 je bila dvanajsta neprvenstvena dirka Formule 1 v sezoni 1950. Odvijala se je 12. avgusta 1950.

## Dirka
| Poz | Dirkač             | Dirkalnik       | Čas/Odstop |
| --- | ------------------ | --------------- | ---------- |
| 1   | Peter Whitehead    | Ferrari 125     | 1h19m09    |
| 2   | Bob Gérard         | ERA B           | 1h19m25    |
| 3   | Cuth Harrison      | ERA B           | 1h20m24    |
| 4   | Joe Kelly          | Alta GP         | +1 krog    |
| 5   | Torrie Large       | Maserati 6CM    | +1 krog    |
| Ods | Sidney Allard      | Allard J2-Steyr |            |
| Ods | Bob Baird          | MG R            | Trčenje    |
| Ods | Brian Shawe-Taylor | ERA B           | El. sistem |
| Ods | Geoff Crossley     | Alta GP         | El. sistem |